# باشگاه فوتبال جیوگلیانو ۱۹۲۸
باشگاه فوتبال جیوگلیانو ۱۹۲۸ (انگلیسی: Giugliano Calcio 1928) یک باشگاه فوتبال مستقر در جیوگلیانو، ایتالیا است که در حال حاضر در سری سی، سومین سطح لیگ فوتبال در این کشور به فعالیت می‌پردازد.
آن‌ها بازی‌های خانگی خود را در ورزشگاه آلبرتو دی کریستوفاره، مستقر در جیوگلیانو انجام می‌دهند که به اندازه ۶۲۰۰ صندلی گنجایش پذیرش تماشاگر دارد.

## تاریخچه
این باشگاه با نام انجمن ورزشی فاشیستی جیوگلیانو در سال ۱۹۲۸ تأسیس شد. در سال ۱۹۲۹، نام تیم به آئورلیو پادووانی جیوگلیانو تغییر یافت و در مسابقات قهرمانی دسته سوم منطقه ای فدراسیون فوتبال ایتالیا《ثبت نام کرد. و در گروه بی‌قرار گرفت.
در فصل ۱۹۹۷–۱۹۹۸ این تیم قهرمان مسابقات سری دی شد.

### دهه دو هزار و بیست
در فصل ۲۰۱۹–۲۰۲۰، تیم به بهترین نتیجه خود در مسابقات سطح چهارم، تا آن زمان دست یافت، آن‌ها در مسابقات سری دی آن فصل، به کسب مقام سوم نائل آمدند. و با همان نتیجه‌ای که در فصل ۱۹۷۶–۱۹۷۷ به دست آمده بود، به برابری رسیدند.
پس از یک دوره بحران در کسب نتایج و اختلافات داخلی متعدد در باشگاه که منجر به تغییرات مکرر سرمربی شد، در ۱۱ ژانویه ۲۰۲۱، مالکیت تیم به جیووانی پالما منتقل شد، بدین ترتیب، پس از ۱۱ سال، دوره ریاست خانواده سستیل به پایان رسید. روز بعد، استعفای مدیر کل تیم، جیووانی گاروفالو و سرمربی روبرتو کارانانته اعلام شد و ادواردو ایمبیمبو سرمربی تیم شد. با وجود تغییر مالکیت و سرمربی، نتایج بهبود نیافت و در پی برخی اعتراضات هواداران، جیووانی پالما تصمیم به فروش باشگاه پس از تنها چهار ماه مدیریت گرفت. باشگاه در ۲۱ مه ۲۰۲۱ به گروهی از کارآفرینان به رهبری ماریو پلرونه و روبرتو اسپلا گارسیا منتقل شد. فصل فاجعه‌بار با جایگیری در آخرین رتبه در لیگ به پایان رسید. در ۲۵ ژوئیه ۲۰۲۱، با انتشار یک بیانیه مطبوعاتی، مالکان، پایان پروژه در شهر جیوگلیانو را اعلام کردند. در ۴ اوت ۲۰۲۱، یک شخص جدید برای همکاری و مالکیت باشگاه معرفی شد، که قبلاً مالک یک باشگاه ورزشی در سری دی بود.
در فصل ۲۰۲۱–۲۰۲۲ شاهد این بودیم که جیوگلیانو، تحت هدایت سرمربی جدیدشان، جیووانی فِرارو، دو هفته زودتر از رقبای مستقیم، گروه جی سری دی را با موفقیت در جایگاه اول به پایان رساند و به این ترتیب با یک صعود تاریخی به یک لیگ حرفه‌ای، که پانزده سال از آن محروم بود، وارد سری سی شد.
در بین سال‌های ۱۹۷۸ تا ۲۰۱۴، سری سی به دو سری پشت سر هم، (C1 و C2) تقسیم شده بود و باشگاه بین سال‌های ۱۹۹۸ تا ۲۰۰۷ در سری C2، چهارمین سطح مسابقات فوتبال ایتالیا شرکت کرده بود.</ref> پس از پایان فصل، تیگروتی‌ها با دیگر قهرمانان گروه‌های هشتگانه سری دی در پلی‌اف صعود شرکت کردند، جایی که پس از پیروزی در گروه جنوبی و نیمه‌نهایی مقابل باشگاه فوتبال سانیولیانو سیتی، در فینال پس از یک بازی پایاپای و سخت، تنها در ضربات پنالتی به باشگاه فوتبال رکاناتسه باختند.
در فصل ۲۰۲۲–۲۰۲۳، زرد و آبی‌ها بازی‌های عالی را با عملکردهای ضعیف ترکیب کردند، با این حال مقام ۱۲ را در جدول گروه سی مسابقات سری سی کسب کردند که به معنای نجات و ماندگاری تیگروتی‌ها در سطح سوم فوتبال حرفه‌ای بود. در سال ۲۰۲۴، توانستند برای اولین بار در تاریخ خود به پلی‌آف برای صعود به سری بی راه پیدا کنند، اما در نهایت ناکام ماندند.